# Scaphyglottis spathulata
Scaphyglottis spathulata är en orkidéart som beskrevs av Charles Schweinfurth. Scaphyglottis spathulata ingår i släktet Scaphyglottis och familjen orkidéer. Inga underarter finns listade i Catalogue of Life.